# Otto Linher
Otto Linher (* 15. Dezember 1922 in Zürs; † 2. Mai 1953 am Alpeiner Ferner) war ein österreichischer Skirennläufer.

## Karriere
Linher wurde 1950 und 1951 österreichischer Vizemeister in der Abfahrt. Er nahm an den Olympischen Winterspielen 1952 teil, welche zu gleich auch als Weltmeisterschaften gewertete wurden. In der Abfahrt belegte er jedoch lediglich den 28. Platz.
1953 siegte Linher beim Gamperney-Derby zudem gewann er seinen einzigen österreichischen Meistertitel, er siegte in der Kombination vor Martin Strolz und Josef Rieder. Nur knapp drei Monate nach dem Gewinn der Meisterschaften verunglückte Linher am Alpeiner Ferner tödlich.
Sein Leichnam wurde erst 1991 gefunden und in Frastanz beigesetzt.

## Erfolge
- Österreichischer Meister in der Alpinen Kombination
- Österreichischer Vizemeister in der Abfahrt (1950, 1951)
- Österreichischer Vizemeister im Slalom (1953)
- Gewinner des Gamperney-Derby (1953)